# Kaakstedt
Kaakstedt ist ein Ortsteil der Gemeinde Gerswalde im Landkreis Uckermark im Norden von Brandenburg.
Der Ort liegt östlich des Kernortes Gerswalde an der Landesstraße L 24. Nordöstlich erstreckt sich das 1990,16 ha große Naturschutzgebiet Eulenberge. Östlich liegen der Wrietzensee und der etwa 685 ha große Oberuckersee.

## Geschichte
Der Ort wurde 1284 erstmals urkundlich erwähnt. Am 1. Januar 1957 wurde die Gemeinde Kaakstedt nach Gerswalde eingemeindet. Am 1. September 1965 wurde Kaakstedt aus Gerswalde ausgegliedert und eine eigenständige Gemeinde mit dem Ortsteil Fergitz. Am 1. Januar 1972 wurde Pinnow eingemeindet. Seit dem 31. Dezember 2001 gehört Kaakstedt wieder zu Gerswalde.

## Sehenswürdigkeiten

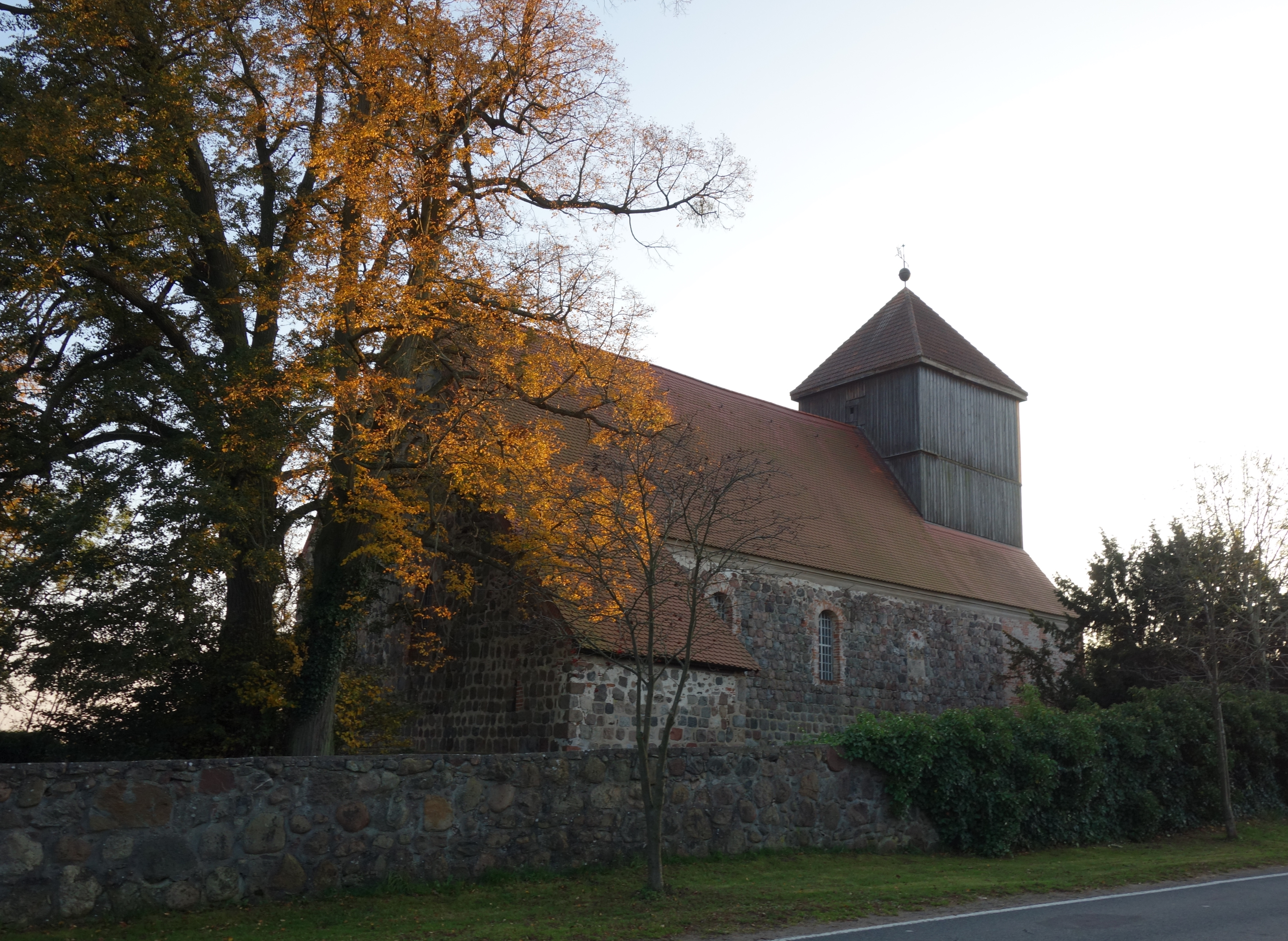
Dorfkirche Kaakstedt (2017)

In der Liste der Baudenkmale in Gerswalde ist für Kaakstedt ein Baudenkmal aufgeführt:
- Die aus der 2. Hälfte des 13. Jahrhunderts stammende Dorfkirche ist eine Saalkirche aus Feldsteinen. Im Jahr 1728 wurde die Kirche umgebaut und erweitert. Der Kirchturm aus Backstein (1728) trägt einen verbretterten Aufsatz.[2]